# Berghaus Ltd.
Berghaus ist ein Hersteller von Outdoor-Bekleidung und Ausrüstung für Outdoor-Aktivitäten mit Sitz im Vereinigten Königreich.
Die Firma wurde 1966 von Peter Lockey und Gordon Davison in Newcastle upon Tyne gegründet. Zunächst importierten und vertrieben sie Outdoor-Artikel, bevor 1972 mit der Herstellung eigener Produkte unter dem Namen Berghaus begonnen wurde. Der deutsche Name Berghaus sollte die Firma glaubwürdiger erscheinen lassen, da damals Outdoor-Artikel aus Deutschland und Österreich am Markt dominierten.
Im Jahr 1974 gelang es Berghaus, sich mit dem Rucksack Cyclops im Geschäft zu etablieren. Dieser verfügte als erster Rucksack über ein integriertes Traggestell und gehört zu den wenigen großvolumigen Rucksäcken. Berghaus ist seit Mitte der 1980er Jahre Lieferant für militärische Spezialausrüstung insbesondere großvolumige Rucksäcke auch für die Bundeswehr.
Berghaus war einer der europäischen Vorreiter bei der Verwendung von Gore-Tex in den Kleidungsstücken. Seit 1994 fertigt Berghaus auch Wanderschuhe. Bekannt wurde Berghaus durch die Zusammenarbeit mit den bekannten britischen Bergsteigern Sir Chris Bonington und Alan Hinkes. In Großbritannien haben Berghaus-Produkte einen signifikanten Anteil am Markt für Outdoorprodukte.
Seit 1993 gehört Berghaus zur britischen Pentland Group, die auch Besitzerin der Marken Speedo und KangaRoos ist. Der Erlös des Unternehmens stieg in der Zeit von 2002 bis 2004 von 16,2 Millionen US-Dollar auf 77,8 Millionen US-Dollar. 2004 beschäftigte Berghaus 91 Angestellte.